# Google Website-Optimierungstool
Das Google Website-Optimierungstool war eine kostenlos verfügbare Software zur Durchführung von A/B- und Multivariatentests im Webdesign. Seit August 2012 ist das Tool Teil von Google Analytics (Content-Tests). Anbieter ist der Suchmaschinenbetreiber Google.

## Zielsetzung
Ziel der Software ist die einfache Durchführung von Tests an Design und Inhalten einer Webseite. Ziel dieser Tests ist in der Regel die Optimierung der Ergebnisse bestehender Webseiten. Dazu zählen etwa Conversion Rate, Abverkauf, Umsatzsteigerung und vieles mehr. Das Google Website-Optimierungstool unterstützt nur die Messung von jeweils einem Ereignis pro Test. Mehrere Ereignisse (Conversion Steps) und Umsatzzahlen lassen sich nicht erfassen.

## Klassisches Vorgehen
Bei entsprechenden Tests werden Änderungen klassischerweise sequenziell vorgenommen, das heißt nach Umsetzung einer Änderung werden die Ergebnisse des Zeitraums vor der Änderung, mit den Ergebnissen nach der Änderung verglichen. Führt die Änderung zu einer Verbesserung der Ergebnisse wird sie beibehalten.
Diese Vorgehensweise bringt verschiedene Nachteile mit sich:
- Da die Ergebnisse aus zwei unterschiedlichen Zeiträumen stammen, sind sie nur eingeschränkt vergleichbar. Entscheidungen auf dieser Basis bergen deshalb stets ein gewisses Risiko aufgrund saisonaler Effekte.
- Wurden zeitgleich mehrere Änderungen vorgenommen, ist nicht eindeutig feststellbar welche Änderung in welchem Umfang zu dem neuen Ergebnis beigetragen hat.
- Wird jeweils nur eine Änderung vorgenommen, kann der Effekt aufeinanderfolgender Änderungen nur sehr langsam überprüft werden

## A/B-Tests
Bei einem A/B-Test werden zwei Varianten einer Webseite zeitgleich getestet, wodurch sich die Problematik saisonaler Effekte ausschließen lässt und Testergebnisse schneller erzielt werden können. Beide Varianten erhalten eine durch Zufall gesteuerte, gleich große Teilmenge der aller Besucher der jeweiligen Website. Die Variante mit dem besseren Ergebnis wird in der Folge beibehalten.

## Multivariate Tests
Bei dieser Art des zeitgleichen Tests mehrerer Varianten (auch als Multivariantentest oder multivariate Tests bezeichnet), können mehrere Änderungen an einer Website zugleich auf ihre Effekte überprüft werden. Der Tester definiert dazu einen oder mehrere Teilbereiche der Website und legt für jeden Teilbereich eine Anzahl von Varianten fest. Die Software sorgt für eine Auslieferung der entsprechenden Varianten in einer zufälligen, annähernden Gleichverteilung. Im Ergebnis wird jede Variante jedes Teilbereichs mit jeder anderen Variante der anderen Teilbereiche in annähernd gleicher Verteilung angezeigt. Mithilfe einer statistischen Methode (Taguchi-Methode) ermittelt das Google Website-Optimierungstool, welche Variante welchen Anteil an einer Veränderung der Ergebnisse hatte und welche Kombination die stärkste positive Veränderung der Ergebnisse erwarten lässt.

## Nachteile
Als kostenlose Lösung bietet das Google Website-Optimierungstool verglichen mit kostenpflichtigen Anwendungen nur einen eingeschränkten Funktionsumfang.
- Die Auswertung der Ergebnisdaten ist nur über den Gesamtzeitraum möglich. Ein Einschränken des Auswertungszeitraumes ist nicht möglich.
- Da die Übergabe von Umsatzwerten nicht möglich ist, ist eine Auswertung in puncto Gesamtumsatz und Umsatz pro Besucher nicht möglich.
- Die Segmentierung der Testergebnisse beispielsweise nach Besucherquelle, Tageszeit, Betriebssystem oder sonstigen Attributen ist nicht möglich.
- Es ist nur ein Conversionziel möglich. Mehrere Schritte, z. B. für einen Conversion-Funnel, sind nicht möglich.